# Omar Caetano
Omar Caetano Otero (* 9. November 1938; † 2. Juli 2008) war ein uruguayischer Fußballspieler.

## Vereinskarriere
Der je nach Quellenlage am 8. oder 9. November 1938 geborene Caetano begann seine Vereinskarriere beim Club Canillitas del Uruguay. Ab 1961 gehörte er dem Montevideaner Verein Peñarol an und hielt dem Klub 14 Jahre lang die Treue. In dieser Zeit konnte er insgesamt neun Meisterschaften mit seinen Mitspielern feiern. In den Jahren 1961 und 1966 war er zudem am jeweiligen Titelgewinn der Copa Libertadores und des Weltpokals beteiligt. 1962 unterlag er mit den Aurinegros im Entscheidungsspiel der Copa Libertadores gegen den FC Santos, wobei er diese Niederlage mit einem Eigentor einleitete. Am Ende seiner Karriere wechselte er 1975 in die USA zu Cosmos New York.

## Nationalmannschaft
Der El Cacho genannte Mittelfeldspieler war Mitglied der uruguayischen Fußballnationalmannschaft, für die er insgesamt 29 Länderspiele im Zeitraum vom 2. Mai 1965 bis 10. August 1969 absolvierte, bei denen er kein Tor erzielen konnte. Er nahm mit der Celeste an der Fußball-Weltmeisterschaft 1966 und am WM-Turnier 1970 teil. Zudem gewann er mit seinem Heimatland die Copa América 1967.

## Trainertätigkeit
In der Zeit vor seinem Ableben trainierte er die Mannschaften Peñarols der 8. bzw. 9. División.

## Sonstiges
Seine letzte Ruhestätte fand Caetano auf dem Cementerio del Buceo.

## Erfolge
- 1× Copa América 1967
- 2× Weltpokal (1961, 1966)
- 2× Copa Libertadores (1961, 1966)
- 9× Uruguayischer Meister (1961, 1962, 1964, 1965, 1967, 1968, 1973, 1974, 1975)